# Nikon (Kałember)
Nikon, imię świeckie Wołodymyr Maksymowycz Kałember (ur. 23 września 1958 w Czerniachowie, zm. 18 września 2002 w Czernihowie) – biskup Ukraińskiego Kościoła Prawosławnego Patriarchatu Kijowskiego.
Absolwent wydziału filologicznego Instytutu Pedagogicznego w Równem (1985) i seminarium duchownego w Kijowie (1994). W czasie nauki, 21 listopada 1993, przyjął święcenia diakońskie, zaś 23 stycznia 1994 - kapłańskie. 10 kwietnia 1997 złożył wieczyste śluby mnisze w monasterze św. Michała Archanioła o Złotych Kopułach. 12 października tego samego roku w soborze św. Włodzimierza w Kijowie przyjął chirotonię na biskupa kicmańskiego i zastawnowskiego. W 1999 przeniesiony na katedrę czernihowską i nieżyńską. Zmarł w 2002 wskutek wylewu krwi do mózgu i został pochowany w cerkwi św. św. Michała i Teodora w Czernihowie.